# Sphagnum subrigidum
Sphagnum subrigidum là một loài rêu trong họ Sphagnaceae. Loài này được Hampe & Lorentz mô tả khoa học đầu tiên năm 1868.